# Charlie Gilmour (Fußballspieler, 1999)
Charlie Ian Gilmour (* 11. Februar 1999 in Brighton) ist ein schottisch-englischer Fußballspieler, der bei Dunfermline Athletic unter Vertrag steht.

## Karriere

### Verein
Der im englischen Brighton geborene Gilmour kam als Sechsjähriger im Jahr 2006 zum FC Arsenal nach London. Am 29. November 2018 gab er sein Debüt als Profi im Trikot der „Gunners“ als er bei einem 3:0-Sieg gegen Worskla Poltawa in der Europa League für Mattéo Guendouzi eingewechselt wurde. Einen Monat später spielte er erneut im Europapokal gegen Qarabağ Ağdam. Daneben spielte er für die U-23-Mannschaft in der Premier League 2, für die er in zwei Spielzeiten in 28 Partien sieben Tore erzielen konnte. Nach 14 Jahren im Verein verließ er diesen am Ende der Saison 2018/19.
Am 8. Juli 2019 unterschrieb Gilmour einen Zweijahresvertrag bei Norwich City das zuvor in die Premier League aufgestiegen war. Zehn Tage später wurde Gilmour an den niederländischen Zweitligisten Telstar 1963 verliehen. In der Eerste Divisie 2019/20 blieb der defensive Mittelfeldspieler in 24 Ligaspielen ohne Torerfolg. 
Am 1. Februar 2021 unterschrieb Gilmour einen Vertrag bis zum Saisonende beim schottischen Erstligisten FC St. Johnstone, der im Mai 2021 um zwei Jahre verlängert wurde, nachdem die „Saints“ den Pokal und Ligapokal gewonnen hatten.

### Nationalmannschaft
Charlie Gilmour spielte sowohl für England als auch für Schottland in internationalen Jugendländerspielen. In den Jahren 2013 und 2014 vertrat Gilmour Schottland in der U15- und U-16-Nationalmannschaft, bevor er noch im selben Jahr zum englischen Verband wechselte. Für England spielte er in der U16 und U17. Ab dem Jahr 2016 war er wieder für Schottland aktiv und spielte in der U17- und U-19-Nationalmannschaft.